# Zbečnický potok
Die Zbečnický potok, auch Materník, ist ein rechter Nebenfluss der Metuje in Tschechien. 

## Verlauf
Der Zbečnický potok entspringt östlich von Horní Kostelec an der Anhöhe V Ráji (515 m n.m.) in der Polická vrchovina (Politzer Bergland). Auf seinem Oberlauf fließt der Bach am Fuße des Končinský kopec (530 m n.m.) mit südöstlicher Richtung an V Pustinách vorbei. 
Südlich der Maternice (576 m n.m.) erreicht der Zbečnický potok das Dorf Zbečník. Sein weiterer Lauf führt durch ein stark besiedeltes Tal nach Hronov. Dort durchfließt er das Werksgelände der Wikov MGI a.s. und wird dann von der Bahnstrecke Choceň–Meziměstí überbrückt. Auf seinem letzten Abschnitt wird der Zbečnický potok ab der Smetanova ul. verrohrt durch das Stadtgebiet von Hronov geleitet und nimmt dort unterirdisch den Stříbrný potok auf. An der Fußgängerbrücke zum Skatepark mündet der Zbečnický potok nach 4,9 km in die Metuje.
Das Tal des Zbečnický potok bildet die Grenze zwischen der Polická vrchovina und der Náchodská vrchovina (Nachoder Bergland).

## Zuflüsse
- Materník bzw. Zbečník (l), in Zbečník
- Stříbrný potok (r), in Hronov